# رووره دلا لونا
رووره دلا لونا (به ایتالیایی: Roveré della Luna) یک کومونه در ایتالیا است که در ترنتینو واقع شده‌است.
 رووره دلا لونا ۱۰٫۴ کیلومتر مربع مساحت و ۱٬۶۱۰ نفر جمعیت دارد و ۲۵۱ متر بالاتر از سطح دریا واقع شده‌است.